# Steve Nash
Stephen John "Steve" Nash, OC, OBC, född 7 februari 1974 i Johannesburg i Sydafrika, var en kanadensisk basketspelare som sedan 1996 till 2015 spelat i NBA. Steve Nash är 1,91 meter lång och spelade som point guard. Han blev NBA Most Valuable Player 2005 och 2006 tack vare sina 11,5 assists och 15,5 poäng respektive 10,5 assists och 18,8 poäng per match. Steve Nash var en väldigt allsidig spelare. Hans tröjnummer i hans lag Los Angeles Lakers var 10.
Han tände den olympiska elden för de Olympiska vinterspelen 2010 i Vancouver.

## Karriär

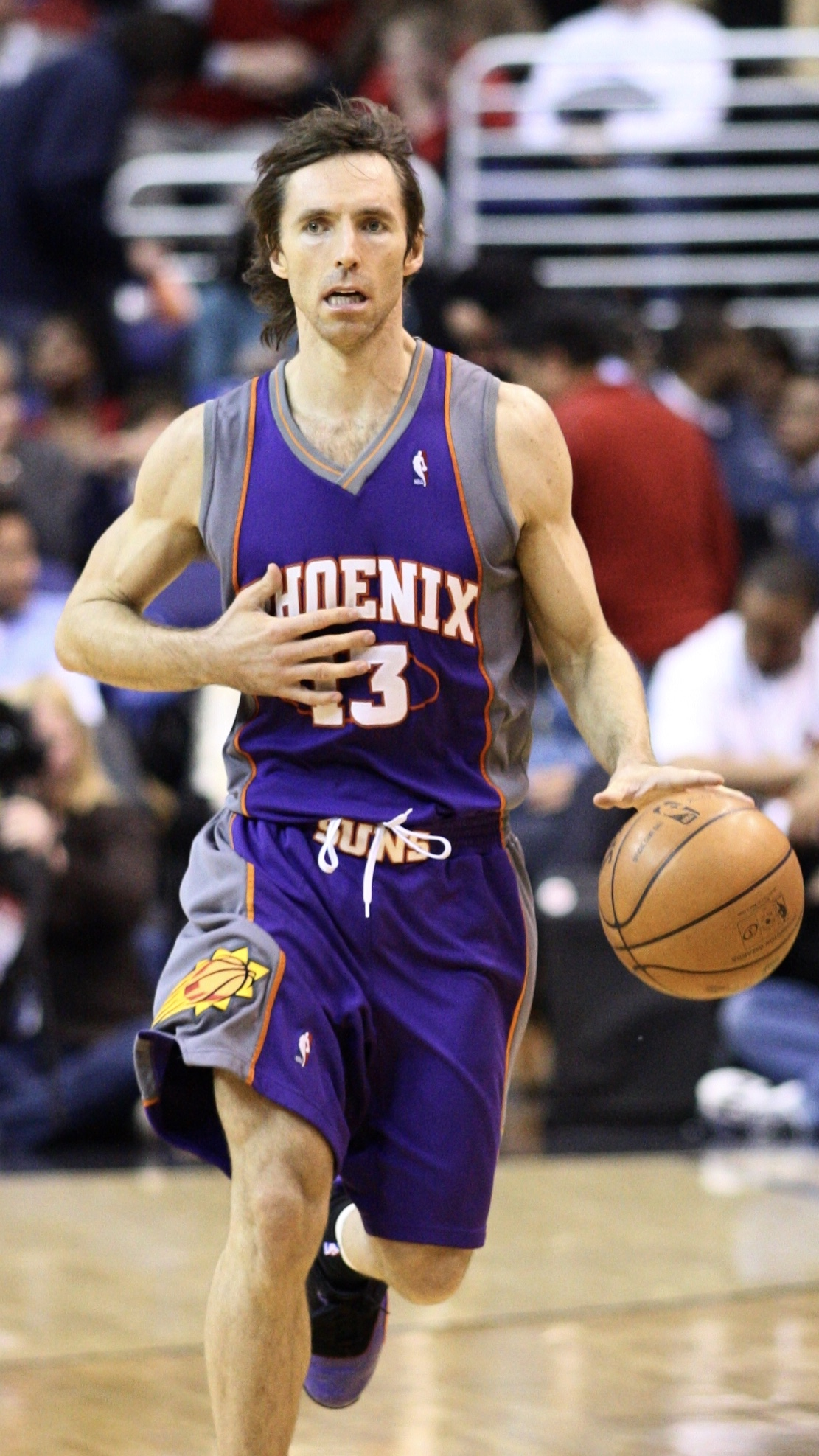
Steve Nash 2007.

Steve Nash spelade point guard i Phoenix Suns till vardags och röstades fram av fansen som ligans mest värdefulla spelare säsongen 2006 bland annat tack vare sina 11,5 assists och 15,5 poäng per match.
Steve Nash skulle komma att stanna i Phoenix fram till säsongen 1998/99 då han skickades till Dallas Mavericks i utbyte mot estländaren Martin Muursepp samt amerikanerna Bubba Wells och Pat Garrity.
Steve Nash var länge bara en bänkspelare. På sina två första säsonger så startade han bara elva av 141 matcher. Det var först säsongen 2000/01 som han blev en starter i ligan. Hans genombrott hade kommit och allt hade lossnat för Nash som nu började göra sig ett namn som en av de riktigt duktiga guardsen (spelfördelarna). Tillsammans med Dirk Nowitzki och Michael Finley utgjorde Nash Dallas supertrio som ledde laget till slutspel flera gånger, men några finaler blev det aldrig. Under tiden i Dallas så slog Nash bland annat sitt personliga poäng- och trepoängsrekord (39 poäng mot Portland den 11 december 2001 respektive sex stycken trepoängare mot Orlando den 5 april 2003).
Den 14 juli 2004 skrev han återigen på för Phoenix och spelade där tills han 2012 bytte lag till Los Angeles Lakers. Den 20 mars 2015 meddelade Nash att han slutar sin karriär inom basket som varade i 19 år.

### Säsongen 2007/2008
I 2008 års slutspel så började det mycket bra för Phoenix Suns. I första omgången slog man ut starka Memphis Grizzlies i fyra raka matcher (114-103, 108-103, 110-90 och 123-115). Nash snittade 11,3 assists per match mot Memphis.
I andra omgången stötte man ihop med Nash gamla lag: Dallas Mavericks. Det blev en klart tuffare omgång, men Phoenix kunde till sist vinna med 4 matcher mot 2. Steve Nash var förstås mest nöjd av alla. För honom var det en personlig revansch att slå ut sina gamla lagkamrater och visa Dallas ägare att det var en miss att skicka iväg honom.
I tredje omgången (semifinalerna) så tog det roliga slut för Phoenix som blev slagna ganska enkelt av de blivande mästarna San Antonio Spurs. Phoenix var chanslösa och förlorade med 1-4 i matcher. Återigen gjorde Nash en fin insats för sitt lag med bland annat 10,6 assists per match.
Steve Nash var onekligen en av ligans bästa spelare 2008. Statistiskt sett så talade allt för att det inte skulle bli Nash som fick priset som Most Valuable Player (MVP). På senaste tiden har det nämligen alltid varit spelare som spelat på forward- eller centerposition som kammat hem MVP-priset. Men den gången blev det guarden Kobe Bryant som blev MVP.

## Övrigt
Steve Nash är ett stort fan av det engelska fotbollslaget Tottenham Hotspur.

## Lag
- Phoenix Suns
- Dallas Mavericks
- Los Angeles Lakers